# Avga kasachstanica
Avga kasachstanica är en stekelart som beskrevs av Vladimir Ivanovich Tobias 1971. Avga kasachstanica ingår i släktet Avga och familjen bracksteklar. Inga underarter finns listade.